# Hormone peptide
Hormone peptide hoặc hormone protein là những hormone có phân tử tương ứng là peptide hoặc protein. Cái sau có chiều dài chuỗi amino acid dài hơn cái trước. Những hormone này có ảnh hưởng đến hệ thống nội tiết của động vật, bao gồm cả con người. Hầu hết các hormone có thể được phân loại là hormone dựa trên amino acid (amin, peptide hoặc protein) hoặc hormone steroid. Hormone amino acid tan trong nước và hoạt động trên bề mặt tế bào đích thông qua các sứ giả thứ hai; còn hormone steroid hòa tan trong lipid, di chuyển qua màng plasma của các tế bào đích (cả tế bào chất và màng nhân) để hoạt động trong nhân của chúng.
Giống như tất cả các peptide và protein, hormone peptide và protein protein được tổng hợp trong các tế bào từ các amino acid theo bảng điểm mRNA, được tổng hợp từ các mẫu DNA bên trong nhân tế bào. Preprohormone, tiền chất hormone peptide, sau đó được xử lý trong một số giai đoạn, điển hình là trong mạng lưới nội chất, bao gồm loại bỏ chuỗi tín hiệu đầu cuối N và đôi khi glycosyl hóa, dẫn đến prohormone. Các prohormone sau đó được đóng gói vào các túi bài tiết gắn màng, có thể được tiết ra khỏi tế bào bằng cách ngoại bào để đáp ứng với các kích thích cụ thể (ví dụ như tăng nồng độ Ca2+ và cAMP trong tế bào chất).
Những prohormone này thường chứa dư lượng amino acid không cần thiết để trực tiếp gấp phân tử hormone vào cấu hình hoạt động của nó nhưng không có chức năng một khi hormone gấp. Endopeptidase cụ thể trong tế bào phân cắt prohormone ngay trước khi nó được giải phóng vào máu, tạo ra dạng hormone trưởng thành của phân tử. Các hormone peptide trưởng thành sau đó đi qua máu đến tất cả các tế bào của cơ thể, nơi chúng tương tác với các thụ thể cụ thể trên bề mặt của các tế bào đích của chúng.
Một số chất dẫn truyền thần kinh được tiết ra và giải phóng theo kiểu tương tự như hormone peptide, và một số"neuropeptide"có thể được sử dụng làm chất dẫn truyền thần kinh trong hệ thần kinh ngoài việc hoạt động như hormone khi được giải phóng vào máu.
Khi một hormone peptide liên kết với một thụ thể trên bề mặt tế bào, một chất truyền tin thứ hai xuất hiện trong tế bào chất, kích hoạt sự tải nạp tín hiệu dẫn đến phản ứng của tế bào.
Một số peptide / hormone protein (angiotensin II, cơ bản yếu tố tăng trưởng nguyên bào sợi -2, protein hormone liên quan đến tuyến cận giáp) cũng tương tác với thụ thể nội bào nằm trong tế bào chất hoặc hạt nhân bởi một cơ chế intracrine.